# Monts Paï-Tchoï

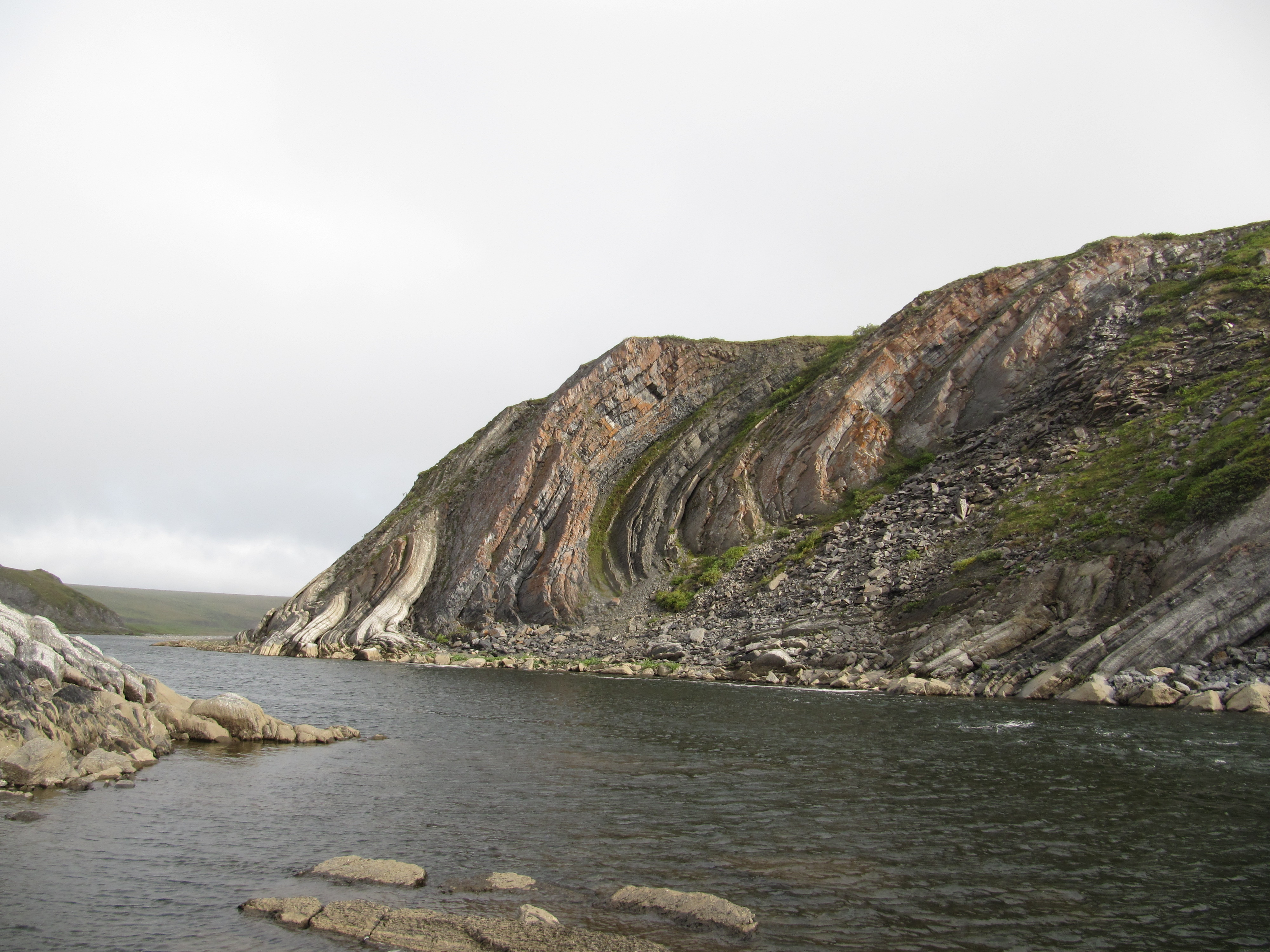
Formations schisteuses des monts Paï-Tchoï, qui surplombent la Silovayaha.

Les monts Paï-Tchoï (russe : хребет Пай-Хой) forment l'extrémité septentrionale de la chaîne de l'Oural. Ils traversent le district autonome de Nénétsie du nord-ouest au sud-est.

## Géographie
Cette chaîne forme l'ossature de la péninsule de Iougor, à l'est du district de Nénetsie, et se prolonge à l'île Vaïgatch : elle forme donc une frontière naturelle entre la mer de Barents et la mer de Kara, et dessine la ligne de partage des eaux entre le bassin hydrographique de la Korotaïkha (à l'ouest) et la Kara (à l'est). Le point culminant des monts Paï-Tchoï est le Moreiz (467 m).
La région des monts Paï-Tchoï se trouve dans la toundra, au nord de la limite des arbres. Elle n'est habitée qu'en saison estivale. Les villages les plus proches sont Amderma et Oust-Kara.

## Géologie
Les monts Paï-Tchoï forment un arc montagneux avec l'Oural, l'île de Vaïgatch et l'archipel de Nouvelle-Zemble. Les monts Paï-Tchoï et la Nouvelle-Zemble sont plus récents que l'Oural : ils se sont formés au cours de l'orogenèse cimmérienne, entre le Trias supérieur et le Jurassique inférieur.